# Thomas M. Patterson
Thomas M. Patterson (Carlow megye, 1839. november 4. – Denver, 1916. július 23.) az Amerikai Egyesült Államok szenátora (Colorado, 1901–1907).